# Termocentrala Comănești
Termocentrala Comănești (denumită în trecut Termocentrala Comănești II) a fost a patra cea mai mare termocentrală din România ca mărime în 1956. 
A fost construită în anul 1954 în orașul Comănești și avea o putere maximă instalată de 24 MW (2x12MW), pe lignit.

## Istoric

### Perioada interbelică

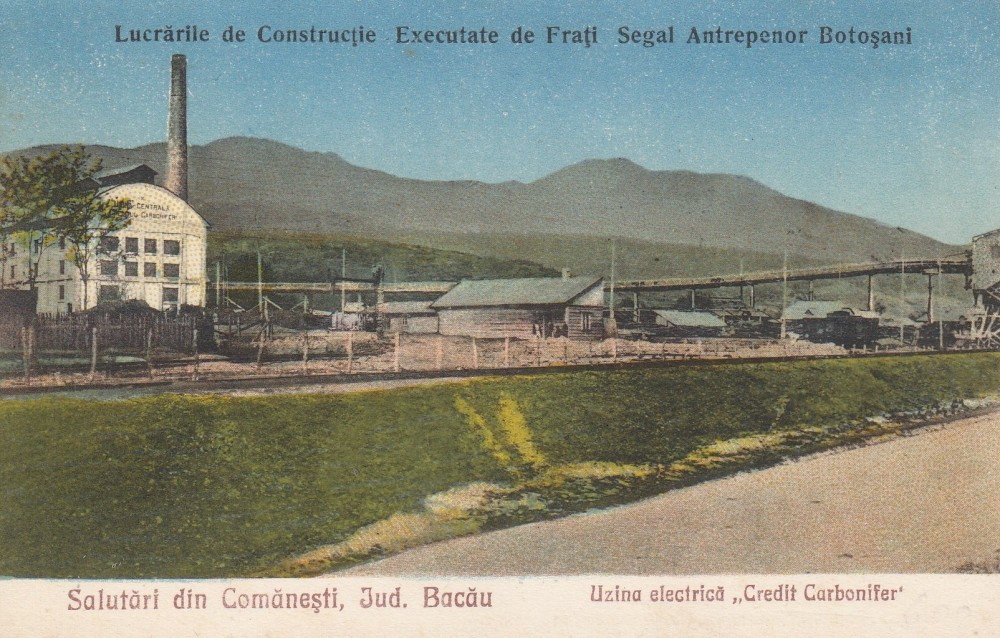
Centrala electrică nr. 1 a societății Creditul Carbonifer Comănești.

Folosirea electricității, în scopuri publice, începe în 1924, dată la care s-a realizat o Centrală electrică cu o putere de 912 CP (556 kW) pentru minele de cărbuni, proprietatea „Creditului Carbonifer”, din care se alimenta cu energie electrică și o parte a localității. În anul 1938 s-a mărit puterea centralei cu un turbogenerator de 1000 kW. Fabrica de cherestea „Foresta” Comănești avea două generatoare trifazate de 380/220 V acționate de transmisia generală a fabricii de la care printr‑un transformator ridicător de 380/15000 V și trei transformatoare de câte 20 kVA s‑a făcut o distribuție publică în Comănești, în intervalul 1935–1938, precum și în orașul Moinești care a folosit, ca sursă centrala „Creditului Carbonifer”. În mod similar, în anul 1895, începe să se folosească energia electrică, pentru prima dată în județul Bacău, mai întâi pentru iluminat la schelele petroliere Zemeș, Bacău și Solonț‑Stănești, ale SA „Steaua Română”, motoarele grupurilor electrogene, funcționând cu gaz sărac. În cele două localități energia electrică se folosea și pentru iluminatul locuințelor salariaților de la cele două schele petroliere, construite în imediata apropiere a acestora, în scopul creării posibilităților de intervenție rapidă în cazul defectării instalațiilor de foraj sau de extracție.
În anul 1937 s‑a pus problema creșterii nivelului economic și social al locuitorilor de la sate, într‑un ritm mai rapid și s‑a hotărât ca în cadrul lucrărilor publice cu caracter obștesc, să fie inclusă și realizarea electrificării rurale sistematice și de ansamblu, acțiune legiferată prin Înaltul Decret Regal nr. 2536 publicat în Mof. nr. 137 din ianuarie 1937.
Recepția lucrărilor s‑a efectuat la 22 martie 1941, președinte al Comisiei de recepție a fost desemnat profesorul Remus Răduleț, de la Universitatea Politehnica Timișoara. Astfel s‑a încheiat prima etapă de electrificare prevăzută în programul Centrului de Electrificare Rurală Valea Trotușului-Comănești.

### Perioada postbelică
Din anul 1950, odată cu montarea în centrala minei de cărbuni a unui turbogenerator de 2000 kW, s‑a extins alimentarea tuturor cartierelor și a satelor învecinate, furnizând energie electrică și Moineștiului.
La 8 martie 1951 a luat ființă Întreprinderea Regională de Electricitate (IRE) Bacău. Patrimoniul IRE Bacău a început cu preluarea de la IRE Galați, a CTE Comănești I, LEA 35 kV Comănești‑Zemeș, Stația de transformare 6/35 kV Comănești I, Stațiile (provizorii) 35/6  kV Moinești și Zemeș și instalațiile de distribuție din localitățile Comănești și Moinești.
Centrala termoelectrică Comănești I avea două transformatoare de 1 MW și respectiv de 2 MW care debitau la tensiunea de 4, respectiv 6 kV. Legătura între cele două bare colectoare se realiza printr‑un transformator de 3,2 MVA; 6/4 kV. Aceste instalații se aflau în exploatarea Sectorului Energetic Comănești, avându‑l ca șef pe maistrul Bobeică Vasile. Sarcina imediată a IRE Bacău a fost asigurarea energiei electrice pentru industria extrectivă de cărbune și tiței din zona Comănești‑Moinești‑Zemeș, precum și satisfacerea necesarului de putere și energie electrică a orașului Bacău.
În acest scop s‑a construit, în 1951 LEA 35 kV Zemeș‑Buhuși și Bacău‑Buhuși, precum și stațiile de transformare de 35/6 kV Moinești, Buhuși și Steaua Roșie (Letea) Bacău. LEA de 35 kV au fost realizate pe stâlpi din lemn, de tip portal, cu conductoare funie din cupru, iar stațiile de transformare erau de tip exterior cu cadre din lemn și celule de medie tensiune metalice de tip Petrol. A luat astfel ființă primul sistem de 35 kV din Moldova, în jurul căruia s‑a dezvoltat viitorul sistem electroenergetic al întregii Moldove.

### Termocentrala II
Punerea în funcțiune, în 1954, la CET (Centrala Electrică de Termoficare) Comănești II, la 11 iulie și la 12 septembrie a primului grup, respectiv al celui de‑al doilea însumând o putere de 24 MW (2x12 MW), a însemnat un eveniment extrem de important, datorită atât puterii instalate mari, în comparație cu centralele electrice existente în Moldova, cât și tehnicității ridicate a instalațiilor. La punerea în funcțiune a CET Comănești II era a patra ca mărime din țară, din punctul de vedere al puterii instalate, după Doicești, Grozăvești și Ovidiu 2. Echipamentul centralei, de fabricație sovietică din anul 1954, era compus din 3 cazane de abur de 75 t/h; 420º C; 360 ata, două turbine cu condensație și prize reglabile. Centrala a funcționat inițial pe gaze, iar din 1962 pe cărbune. Stația de transformare de 6/35 kV a CET
Comănești avea la punerea în funcție două transformatoare de câte 15 MVA; 6/35 kV și bare duble. Principala problemă pe care a trebuit s‑o rezolve IRE Bacău pentru CET Comănești a constituit‑o pregătirea cadrelor tehnice și asigurarea funcționării normale a centralei. Personalul nou angajat a fost pregătit teoretic, la Comănești, iar sub aspect practic, la CET Ovidiu 2 Constanța, în iarna 1953–1954. De asemenea personalul de exploatare a participat la lucrările de montare a utilajelor, în ultima fază de montaj. CET Comănești a constituit o adevărată școală pentru termoenergeticieni, atât pentru tehnicieni și muncitori, cât și pentru electroenergeticieni cu același nivel de pregătire. Director a fost maistrul Vasile Bobeică, iar inginer șef inginer Iancu Ștern și ca primi specialiști care s‑au format aici: Botez Ilarion, Ioneescu Marin, Bizim Vasile, Drafta Gheorghe, Mircescu Horia, Batler A, Cionca Simion, Manoliu Radu etc. După intrarea în funcțiune a CET Comănești II, vechea centrală Comănești I a fost trecută în rezervă, iar la 26 octombrie 1956 a fost retrasă din exploatare. Grupul AEG de 2 MW și cazanul Erste Bruner aferent, au fost transferate la Institutul Politehnic București.
În anul 1963, în componența I.C.T. Borzești intră Termocentrala Comănești. În anul 1968 unitatea capătă denumirea de Întreprinderea Electrocentrale Borzești; în alcătuirea ei intră și C.E.T. Iași.

## Rețeaua de energie electrică
Apariția CET Comănești II a avut drept consecință dezvoltarea rapidă a rețelei de 35 kV din zona Bacău‑Comănești‑Borzești, prin construirea și darea în exploatare în anul 1954 a liniilor Comănești‑Borzești (Linia 5) și Comănești‑Moinești‑Zemeș (Linia 2), precum și prelungirea liniei Comănești‑Moinești‑Zemeș (Linia 1).
LEA 35 kV Comănești‑Borzești a fost prima linie electrică de înaltă tensiune din țară construită pe stâlpi de beton. Dezvoltarea rețelei de 35 kV a permis extinderea consumului de energie electrică în zonele petrolifere Moinești și Zemeș, a asigurat energie electrică pentru marile șantiere din zona Borzești: Termocentrala, Rafinăria de petrol nr. 10 și altele. În 1954 s‑au dat în exploatare Stațiile de transformare de 35/6  kV Borzești (provizorie) și Târgu Ocna și s‑au amplificat stațiile Moinești și Zemeș. Prin intrarea în funcțiune în 1955 a LEA 35 kV Buhuși‑Roman și a stației 35/6 kV Roman s‑a racordat la Sistemul Energetic Zonal de 35 kV orașul Roman și șantierul viitoarei Fabrici de țevi laminate. Ca urmare a extinderii instalațiilor de foraj și de extracție a țițeiului din zona Dofteana, s‑a pus în funcție în 1956, stația 35/6 kV Dofteana. Tot în 1956 s‑a dat în exploatare stația 35/6 kV Dărmănești, la care s‑a racordat și Centrala electrică a Rafinăriei nr. 8. Extinderea instațiilor petroliere pe Valea Tazlăului a prilejuit construirea stației 35/6 kV Cucuieți, comuna Solonț, în 1956 și Tazlău, în același an, racordate în derivație la LEA 35 kV Zemeș‑Buhuși, iar în 1962, s‑a realizat schema intrare‑ieșire în stația Cucuieți, pentru mărirea siguranței în funcționare. Între timp LEA 35 kV și stațiile de 35 kV, au trecut la 20 kV, în locul lor au apărut linii și stații de 110 kV. O mențiune specială pentru Stația de 110/20 kV Comănești, care în ultimii ani a fost complet modernizată cu echipamente noi.